# Evergestis impervialis
Evergestis impervialis is een vlinder uit de familie van de grasmotten (Crambidae), uit de onderfamilie van de Glaphyriinae. De wetenschappelijke naam van deze soort is voor het eerst gepubliceerd in 2021 door S. J. Sinev en Stanislav K. Korb.
De soort komt voor in Kirgizië.